# Христіан Гендрік Персон
Христіан Гендрік Персон (1 лютого 1761 – 16 листопада 1836) — біолог, що додав до класифікації Карла Лінея гриби.

## Біографія
Персон народився на Мисі Доброї Надії у Південній Африці в родині імігрантів з Померанії та Нідерландів. У 13 років батько направив Персона в Європу для навчання. Вивчав теологію в Університеті Галле, згодом вивчав медицину в Лейденському університеті. Здобув ступінь доктора в Леопольдині.
У 1802 році переїхав у Париж і жив там до своєї смерті, знімаючи верхній поверх будинку в бідній частині міста. Самітний, неодружений, безробітній та збіднілий Персон листувався з ботаніками Європи. Через фінансові труднощі подарував свій гербарій Оранській династії в обмін на пенсію.

## Науковий доробок
Персон відомий своїми працями:
- тритомник нім. Ілюстровані гриби — Abbildungen der Schwämme (1790, 1791, 1793).
- двотомник Synopsis plantarum (1805, 1807), популярний опис 20000 видів рослин.
- Synopsis methodica fungorum (1801) — перша у світі робота з біномінальної класифікації грибів.

## Визнання
У 1815 році обраний членом у Шведську королівську академію наук.
На позначення видів та родів описаних Персоном використовують скорочення (Pers.).
Рід Persoonia та ряд малих австралійських дерев і чагарників названі на його честь.
На честь Персона названий голландський біологічний журнал Persoonia.